# Werner Rothmaler

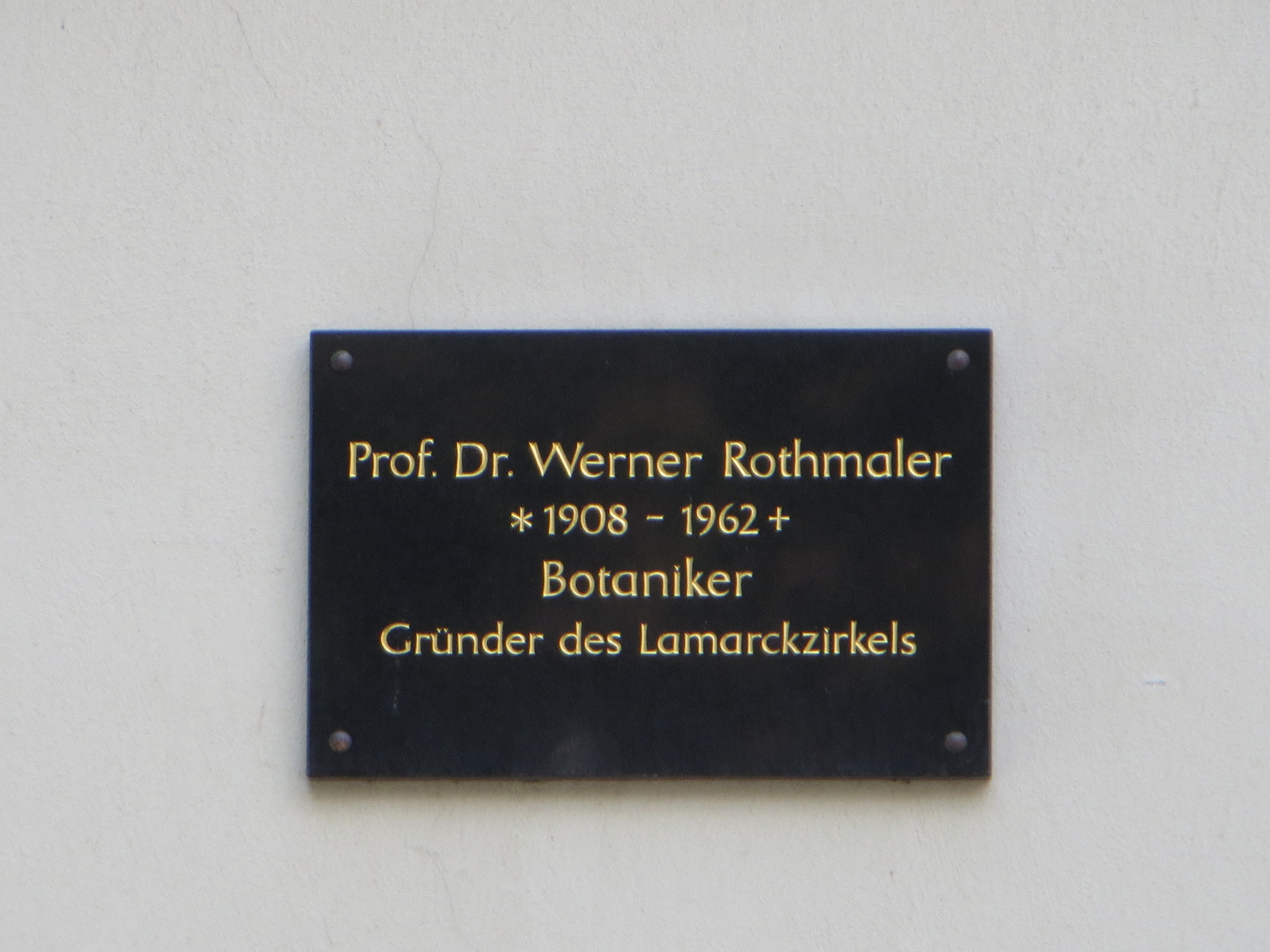
Gedenktafel in Greifswald

Werner Walter Hugo Paul Rothmaler (* 20. August 1908 in Sangerhausen; † 13. April 1962 in Leipzig) war ein deutscher Botaniker und von 1953 bis 1962 Leiter des Instituts für Agrarbiologie der Ernst-Moritz-Arndt-Universität in Greifswald. Seine Spezialgebiete waren Pflanzengeografie und Systematik. Sein offizielles botanisches Autorenkürzel lautet „Rothm.“ Rothmaler war 1954 Mitbegründer und bis zu seinem Tod Präsident der Gesellschaft zur Verbreitung wissenschaftlicher Kenntnisse.  

## Leben
Werner Rothmaler war schon während seiner Schulzeit von der Botanik gefesselt. Seine Studien erlangten bei ihm eine solche Priorität, dass er den Besuch des Gymnasiums ohne Abitur beendete. Ab 1927 absolvierte er eine Gärtnerlehre in Weimar und Potsdam. Eine gewisse Zeit arbeitete er berufsfremd als Archivar bei Adelsfamilien in der Nähe von Halle (Saale) und in Glauchau.
Während der Potsdamer Zeit kam er in Kontakt mit dem Pflanzengeografen Ludwig Diels, dem Direktor des Botanischen Museums und des Botanischen Gartens in Berlin-Dahlem. Da wegen des fehlenden Abiturs ein Studium nicht möglich war, wurde Rothmaler angeboten, als Werkstudent in Jena bei den Botanikern Theodor Herzog, Otto Renner und Erwin Brünning zu arbeiten. Sein Mentor aus der Potsdamer Zeit, Ludwig Diels, verschaffte ihm 1933 den Auftrag zu einer botanischen Sammelexpedition in Spanien. Hieraus sollte ein mehrjähriger Aufenthalt werden. Rothmaler schlug sich während dieser Zeit mit verschiedenen Tätigkeiten an botanischen und pharmazeutischen Instituten durch, war parallel dazu jedoch weiterhin als Sammler von Pflanzen aktiv und entwickelte sich so zu einem exzellenten Kenner der spanischen Flora.
Zu Beginn des Spanischen Bürgerkrieges befand sich Rothmaler auf Urlaub in Portugal, eine Rückkehr nach Spanien war jetzt nicht mehr möglich. Es gelang ihm jedoch auch hier wieder, verschiedene Arbeitsstellen zu bekommen, zuletzt an der Nationalen Forschungsanstalt für Landwirtschaft in Lissabon. 1940 sah Rothmaler keine Möglichkeit mehr, in Portugal zu bleiben, und kehrte mit seiner Frau nach Deutschland zurück. Bald darauf wurde er zum Militär eingezogen. Nach sieben Monaten Kriegsdienst an der Ostfront wurde er wegen einer offenen Lungentuberkulose bereits wieder entlassen.
Es gelang ihm, sich von der ihm fehlenden Reifeprüfung befreien zu lassen und 1943 in Berlin mit der Schrift Vegetationsstudien im südwestlichen Portugal bei Ludwig Diels zu promovieren.
Während des Kriegsendes war Rothmaler in der Nähe von Stecklenberg im Harz. Dorthin war die Vorgängereinrichtung des heutigen Leibniz-Instituts für Pflanzengenetik und Kulturpflanzenforschung verlagert worden. Unter dem Einfluss der sowjetischen Kulturoffiziere bekam die Forschergruppe einen großen landwirtschaftlichen Betrieb, die Domäne Gatersleben, in der Nähe von Gatersleben als neuen Standort zugewiesen. Rothmaler erhielt recht bald eine Abteilungsleiterstelle.
1947 habilitierte sich Rothmaler an der Universität Halle mit einer bis heute noch nicht veröffentlichten Arbeit zu der in Mittel- und Südamerika verbreiteten Gattung Lachemilla (Familie der Rosengewächse, Subtribus Alchemillinae). 1949 wurde er in Halle Dozent, 1950 Professor mit Lehrauftrag.
Während der Zeit in Gatersleben und Halle veröffentlichte Rothmaler im Jahre 1950 sein Werk Allgemeine Taxonomie und Chorologie der Pflanzen sowie die erste Ausgabe der Exkursionsflora, einem „Pflanzenbestimmungsbuch für Schulen und Hochschulen“.
1953 erhielt Rothmaler einen Ruf als Professor mit vollem Lehrauftrag nach Greifswald, wo ihm die Leitung des Instituts für Agrarbiologie übertragen wurde.
Auf Initiative Rothmalers wurde 1953 der wissenschaftliche Studentenzirkel „Jean-Baptiste de Lamarck“ für feldbiologisch, zoologisch, botanisch und an ökologischen Zusammenhängen interessierte Studenten an der Universität Greifswald gegründet.
Rothmaler war zweimal verheiratet. Aus der ersten Ehe (mit Wilhelmine Neumann, * 1911) gingen zwei Töchter (Ursula und Susanne), aus der zweiten Ehe (mit Elisabeth Kecker, * 1921; † 1993) zwei Söhne (Valentin Konrad Gottfried und Philipp Sebastian) hervor.
Rothmaler erhielt ein Staatsbegräbnis in Weimar.

## Darstellung in der bildenden Kunst der DDR
- Fritz Dähn: Prof. Rotmaler (Öl, um 1958)[1]

## Werke
Rothmaler war Autor und Herausgeber einer Reihe botanischer Monografien und Lehrbücher. Er veröffentlichte mehr als 190 Schriften, darunter eine Monographie der Gattung Antirrhinum (1956) und sein aus seiner Exkursionsflora hervorgegangenes, bekanntestes Werk, die Exkursionsflora von Deutschland (3 Bände) (Berlin 1966).
Die aktuelle Ausgabe der bereits 1972 in 7. Auflage erschienenen „Exkursionsflora“ (landläufig einfach als „Rothmaler“ bezeichnet) umfasst fünf Bände: Niedere Pflanzen (Band 1), Gefäßpflanzen – Grundband (Band 2), Gefäßpflanzen – Atlasband (Band 3), Kritischer Ergänzungsband (Band 4 – seit 1970) und Band 5 – Krautige Zier- und Nutzpflanzen.
Im Unterschied zu anderen Floren, etwa dem Oberdorfer, wird der zweite Band durch einen dritten Band Atlasband (Gefäßpflanzen) ergänzt, in dem durch Strichzeichnungen die wesentlichen Bestimmungsmerkmale verdeutlicht werden. Der dritte Band enthält Schwarzweißzeichnungen aller im zweiten Band bestimmbaren 2800 Arten und ist damit ein einzigartiges Hilfsmittel für die Artbestimmung. Der vierte Band umfasst auch kritische Sippen der Gefäßpflanzen, also schwer zu bestimmende Sippen sowie Unterarten, Varietäten bzw. Ökotypen. Einige bestimmungskritische Sippen werden in einem speziellen Portal mittels überprüfter Herbarscans illustriert. Dagegen sind die Standortsangaben zu den Pflanzenarten im vierten Band nicht so ausführlich gehalten wie im „Oberdorfer“. Bis zur 10. Auflage 2005 enthielt der vierte Band auch Angaben zu Chromosomenzahlen. Diese werden in einer Datenbank nun detailliert dargestellt. Der fünfte Band wurde im Jahr 2008 herausgegeben und soll die Bestimmung der in Deutschland im Freiland kultivierten krautigen Zier- und Nutzpflanzen ermöglichen.

## Nach Rothmaler benannte Taxa
Nach Werner Rothmaler ist die Gattung Rothmaleria Font Quer (mit der Art Rothmaleria granatensis) aus der Familie der Korbblütler (Asteraceae) benannt.
Neben diesem Gattungsnamen erinnern an Werner Rothmaler nachstehende Namen von Pflanzenarten, Unterarten und Bastarden sowie einer Pilzart:
- Alchemilla rothmaleri
- Alyssum rothmaleri (= Alyssum minus)
- Armeria rothmaleri 1987
- Centaurea paniculata ssp. rothmalerana =  Centaurea rothmalerana = Acosta rothmalerana
- Festuca rubra L. var. rothmaleri = Festuca rothmaleri
- Helianthum x rothmaleri
- Hieracium laevigatum ssp. rothmaleri
- Lupinus rothmaleri
- Myrica rothmalerana
- Phyllosticta rothmaleri
- Silene rothmaleri

## Ehrungen
2008 wurde aus Anlass des 100. Geburtstages Rothmalers auf Initiative des von ihm gegründeten Lamarckzirkels am ehemaligen Wohnhaus der Familie in Greifswald eine Ehrentafel angebracht.

## Quelle
- Hanns Kreisel: Wir nannten ihn Vadder. Werner Rothmaler – ein außergewöhnlicher Hochschullehrer 1908–1962. Greifswalder Universitätsreden, Neue Folge Nr. 90. Greifswald 1999, ISBN 3-86006-131-3 (Abdruck eines Vortrages aus Anlass des 90. Geburtstages von Werner Rothmaler)